# ヘンリー・シャーリー (第3代フェラーズ伯爵)
第3代フェラーズ伯爵ヘンリー・シャーリー（英語: Henry Shirley, 3rd Earl Ferrers、1691年11月14日 – 1745年8月6日）は、グレートブリテン王国の貴族。1729年までヘンリー・シャーリー閣下の儀礼称号を使用した。

## 生涯
初代フェラーズ伯爵ロバート・シャーリーとエリザベス・ワシントン（Elizabeth Washington）の九男として、1691年11月14日にストーントン・ハロルドで生まれた。
1729年4月14日に兄ワシントンが死去すると、フェラーズ伯爵の爵位を継承した。
精神疾患により弟ローレンスが禁治産宣告を求めて訴えを起こしたが、ヘンリーは病状が回復し、1730年10月に財産の管理権を取り戻した。
1731年から1742年までスタッフォードシャー統監を務めたとされることもあるが、完全貴族名鑑では事実かどうかが疑わしいとしている。
1745年8月6日に生涯未婚のままケンジントン・ゴアで死去、ストーントン・ハロルドで埋葬された。弟ローレンスの息子ローレンスが爵位を継承した。
精神疾患をわずらっていたとされる。